# Селим (хутор)
Сели́м — хутор в Целинском районе Ростовской области.
Входит в состав Михайловского сельского поселения.

## Население
| 2010 |
| ---- |
| 39   |

## Улицы
На хуторе имеется одна улица — Луговая.